# Alemania Occidental
Alemania Occidental o Alemania del Oeste (en alemán: Westdeutschland), en el sentido político de la palabra, es el nombre no oficial con el cual es conocida en español la República Federal de Alemania (RFA; en alemán: Bundesrepublik Deutschland) desde su fundación, el 23 de mayo de 1949, hasta la reunificación alemana el 3 de octubre de 1990.
En los inicios de la Guerra Fría, Alemania Occidental mantuvo una política de «una sola Alemania» a través de la Doctrina Hallstein, por la cual no reconocía la existencia de la República Democrática Alemana (RDA) como Estado independiente, ni tampoco a aquellos Estados que reconocieran a la RDA (con excepción de la Unión Soviética). Fue a partir de 1969, con la nueva "Ostpolitik" enunciada por el canciller Willy Brandt, cuando la RFA abandonó esta posición y se produjo un reconocimiento mutuo de los dos Estados alemanes. Esta situación de coexistencia de los dos estados continuó hasta la caída del muro de Berlín en noviembre de 1989. Un año más tarde se produjo la reunificación alemana. A partir de 1990 y hasta la actualidad, el país es más conocido por el nombre de "Alemania" que por su nombre oficial.
Durante la época de la Guerra Fría también se solía considerar a Berlín Occidental como parte de la RFA, pero políticamente estaba sometido a los acuerdos de Potsdam sobre partición y gobierno de los Aliados sobre Berlín, por lo que este territorio tenía un estatus especial.
Para distinguirla de su contraparte oriental, fue llamada Alemania Federal, nombre que también utilizaba en los Mundiales de Fútbol, la Eurocopa y los Juegos Olímpicos. Otro término empleado por los historiadores es República de Bonn (Bonner Republik), en alusión a la República de Weimar, mientras que al período posterior a la reunificación se lo conoce como República de Berlín.
La «Alemania reunificada» es la continuación directa del Estado anteriormente llamado informalmente Alemania Occidental y no la sucesión a un nuevo Estado, ya que el proceso fue esencialmente un acto voluntario de adhesión: la República Federal de Alemania se amplió para incluir los seis estados adicionales de la antigua República Democrática Alemana. La república federal ampliada retuvo la cultura política de Alemania Occidental y continuó sus membresías existentes en organizaciones internacionales, así como su alineación de política exterior occidental y su afiliación a alianzas occidentales como la Organización de las Naciones Unidas, la OTAN, el G-7, la OCDE y la Comunidad Económica Europea.

## Historia

### Orígenes y fundación
Después de la Segunda Guerra Mundial, los líderes de los Estados Unidos, el Reino Unido, la Unión Soviética y Francia organizaron una reunión en la conferencia de Potsdam. Las conversaciones fueron enfocadas hacia futuros arreglos con Europa de la posguerra y acciones a emprender contra Japón en el Océano Pacífico. Las naciones llegaron a un acuerdo de partir Alemania en cuatro zonas de ocupación: francesa en el sudoeste, británica en el noroeste, estadounidense en el sur y soviética en el este. En 1946, las tres primeras zonas fueron combinadas. Primero las zonas británica y estadounidense fueron combinadas en el estado de Bizonia, solo algunos meses después Bizonia y la zona francesa fueron combinadas en Trizonia. En 1949, con el principio de la Guerra Fría, las dos zonas (Trizonia y la zona soviética) se hicieron conocidas como Alemania Occidental y Alemania Oriental, respectivamente.
A partir de 1949, Alemania Occidental se convirtió en un país capitalista con una economía orientada hacia el "mercado social" (die Soziale Marktwirtschaft) y además contó con un gobierno parlamentario democrático. En la década de 1950, Alemania del Oeste vivió un llamado "milagro económico" (Wirtschaftswunder), y su economía creció fuertemente, sobre todo en las primeras décadas del período de la posguerra.

### Alemania Occidental y Europa
Alemania Occidental fue declarada "totalmente soberana" el 5 de mayo de 1955, aunque con las antiguas tropas de ocupación que permanecieron en tierra, debido a su alianza con Alemania Occidental después de que esta se afiliara a la Organización del Tratado del Atlántico Norte (OTAN) el 9 de mayo de 1955.
Inicialmente la República Federal de Alemania y sus aliados de la OTAN no reconocieron al gobierno de Alemania Oriental (la autoproclamada República Democrática Alemana, RDA) ni al de la entonces Polonia comunista, a partir de la denominada Doctrina Hallstein. Las relaciones entre los dos Estados alemanes fueron casi inexistentes hasta que el canciller Willy Brandt, de la República Federal de Alemania, lanzó un programa de acercamiento con el entonces Bloque del Este (a esta política se la llamó Ostpolitik) en la década de 1970. En el caso polaco, aquella falta de reconocimiento oficial –hasta 1970– por parte de la RFA no solo se debía a causas ideológicas, sino a la limítrofe línea Oder-Neisse impuesta por los soviéticos después de concluida la Segunda Guerra Mundial.
Alemania Occidental se convirtió en uno de los principales focos de la Guerra Fría con su yuxtaposición a Alemania Oriental, un miembro del posteriormente fundado Pacto de Varsovia. Este también fue el caso de la antigua capital, Berlín, que quedó dividida asimismo en dos ciudades: Berlín Oriental y Berlín Occidental. No obstante, Berlín occidental tenía la particularidad de que se encontraba completamente rodeado por el territorio de la República Democrática Alemana. 
El estallido de la guerra en Corea (junio de 1950) llevó a Estados Unidos a pedir el rearme de Alemania Occidental a fin de defender Europa Occidental de la amenaza soviética. Pero la memoria de la agresión alemana condujo otros países europeos a buscar el control estricto sobre las nuevas Fuerzas armadas de Alemania Occidental, la Bundeswehr. Los países vecinos de la RFA en la Comunidad Europea del Carbón y del Acero (CECA) decidieron establecer una Comunidad de Defensa europea (European Defence Community o EDC), con un ejército integrado, marina y fuerza aérea, formada por las fuerzas armadas de sus Estados miembros. Los militares de Alemania Occidental serían sometidos a completar el control de EDC, pero los otros Estados miembros EDC (Bélgica, Francia, Italia, Luxemburgo y los Países Bajos) cooperarían en el EDC manteniendo el control independiente de sus propias fuerzas armadas. 
Aunque el tratado EDC fue firmado (mayo de 1952), este proyecto nunca llegó a entrar en vigor. Los partidarios de De Gaulle en Francia lo rechazaron a causa de que este amenazaba la soberanía nacional, y cuando la Asamblea Nacional francesa rehusó ratificarlo (agosto de 1954), el tratado murió. Paradójicamente, los franceses habían matado una idea originalmente propuesta por ellos. Entonces hubo que buscar otros medios para permitir el rearme de Alemania Occidental. En consecuencia, el Tratado de Bruselas fue modificado para incluir a la RFA y formar la Unión de la Europa Occidental (WEU). Debía permitirse que Alemania Occidental se rearmara y tuviera el control soberano completo de sus militares; el WEU regularía, sin embargo, el tamaño de las fuerzas armadas permitidas a cada uno de sus Estados miembros. 
Los tres Aliados Occidentales retuvieron poderes de ocupación en Berlín y ciertas responsabilidades de Alemania en conjunto. Conforme a los nuevos acuerdos, los Aliados colocaron tropas dentro de Alemania Occidental para la defensa de la OTAN, según el estado de las fuerzas y su ubicación. A excepción de 45 000 soldados franceses, las fuerzas Aliadas estaban bajo la orden de defensa conjunta de la OTAN. (Francia se retiró de la estructura de orden militar colectiva de la OTAN en 1966.)

### Hacia el fin de la división

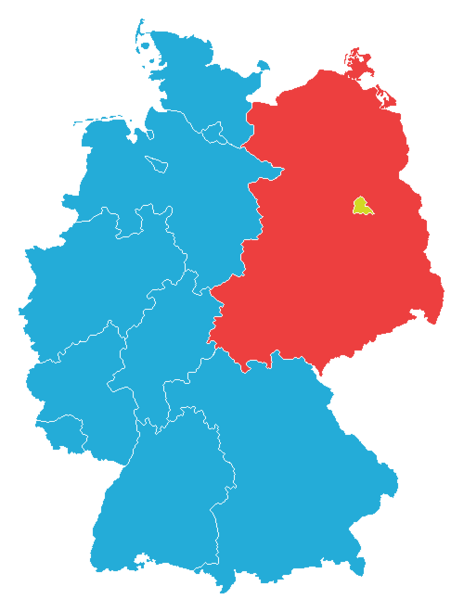
Alemania Occidental (azul) y Berlín Occidental (amarillo), después de la adhesión del Sarre en 1957 y antes de que los cinco Länder de la RDA y Berlín Oriental, se unieran en 1990.

A mediados de la década de 1980, la perspectiva de una reunificación alemana fue vista, tanto por la Alemania Oriental como por la Occidental, como una esperanza lejana. Sin embargo, la esperanza de la reunificación se puso súbitamente al alcance de realizarse debido a los cambios políticos dentro de la Unión Soviética. El advenimiento del dirigente soviético Mijaíl Gorbachov en 1985 provocó olas de reforma que se propagaron por todo el Bloque del Este, ofreciendo una oportunidad para el cambio en la RDA.
En agosto de 1989, Hungría eliminó sus restricciones fronterizas con Austria y en septiembre más de 13 000 alemanes del Este cruzaron la nueva frontera abierta en la Cortina de Hierro. Manifestaciones de masas contra el gobierno de Alemania Oriental empezaron a finales de aquel mismo año, fomentadas según fuentes oficiales por fuerzas externas. Enfrentado al malestar civil de algunos sectores, el dirigente de Alemania Oriental Erich Honecker dimitió el 18 de octubre de 1989. Siguieron más dimisiones cuando la totalidad del gabinete de Alemania Oriental renunció el 7 de noviembre. Las restricciones a viajar para los alemanes del Este fueron abolidas a continuación por el nuevo gobierno tan solo dos días después, el 9 de noviembre, y mucha gente se dirigió inmediatamente al Muro de Berlín, donde los policías de fronteras abrieron los puntos de acceso y les permitieron atravesarlos. Envalentonados, muchos alemanes de ambos lados empezaron a derribar las propias secciones del Muro, encabezando uno de los más significativos hechos del siglo XX.
El 18 de marzo de 1990 tuvieron lugar en la RDA –hasta entonces gobernaba un Frente Popular– las primeras elecciones sin el monopolio de poder del SED, dando lugar a un gobierno cuyo principal mandato fue negociar el final del mismo y de su Estado. El democristiano Lothar de Maizière fue nombrado y desde su acceso al poder, el proceso de reunificación se aceleró considerablemente. Como uno de los ideólogos de Alemania Oriental decía en 1989, "Polonia seguirá siendo Polonia, incluso si cae el comunismo, pero sin comunismo Alemania Oriental no tiene razón para existir".[cita requerida]
A iniciativa del primer ministro de la RDA, de Maizière, la RDA negoció con Alemania Occidental, el Reino Unido, Francia, Estados Unidos y la Unión Soviética las precondiciones para una –por entonces– eventual reunificación alemana. La URSS, a pesar de retractarse de su oposición inicial a la reunificación, planteó objeciones a que Alemania Oriental fuera incorporada a la alianza de la OTAN. Sin embargo, se alcanzó un acuerdo por el que se permitía a la Alemania reunificada seguir formando parte de la OTAN con la condición de que las tropas de la OTAN no podrían estacionarse en el territorio de la ex-RDA.

### La reunificación
En paralelo a negociaciones multilaterales, las negociaciones bilaterales entre los gobiernos de ambos Estados alemanes condujeron a la firma el 18 de mayo de 1990 de un acuerdo para una etapa intermedia, una Unión Económica, Social y Monetaria, que entró en vigor el 1 de julio. El 23 de agosto, el Parlamento de Alemania Oriental (Volkskammer) aprobó el ingreso propuesto el 3 de octubre a la República Federal de Alemania. El Tratado de Unificación (Einigungsvertrag) se firmó el 31 de agosto por representantes de la RFA y de la RDA. El 12 de septiembre, el Tratado de Liquidación Final con relación a Alemania (Tratado Dos más Cuatro) fue firmado y se restableció oficialmente la soberanía de ambos Estados alemanes. Analizando neutralmente las consecuencias de la reunificación, más bien podría decirse que la República Federal de Alemania anexó o absorbió a la RDA, pues tras la reunificación predominó la moneda, la ideología liberal, la política interna y exterior e incluso el nombre oficial (RFA) de la república occidental. La que sí se reunificó fue la nación alemana, la cual luego de su unificación inicial en 1871 había estado forzosamente dividida de nuevo durante el período de la denominada Guerra Fría, entre 1949 y 1990.
La ceremonia de la reunificación alemana oficial el 3 de octubre de 1990 fue celebrada ante el edificio del Reichstag (en Berlín), incluyendo al Canciller Helmut Kohl, el presidente Richard von Weizsäcker, el ex Canciller Willy Brandt y otras muchas personalidades. Un día más tarde, el parlamento de la Alemania reunificada se reuniría en un acto simbólico en el edificio del Reichstag. Sin embargo, la cuestión sobre Berlín no se había decidido todavía. Solo después de un acalorado debate, el Bundestag concluyó el 20 de junio de 1991, con una mayoría muy escasa que la sede tanto del gobierno como del parlamento deberían volver a Berlín desde Bonn.

## Política
En su sentido político, el término adquiere relevancia durante la segunda mitad del siglo XX, concretamente, haciendo referencia al Estado que se situó en la mitad oeste de Alemania tras la Segunda Guerra Mundial, en la vertiente capitalista de la antigua Alemania, que más tarde, en 1990, se reunificaría con su mitad socialista, conocida como Alemania Oriental o República Democrática Alemana.

## Economía

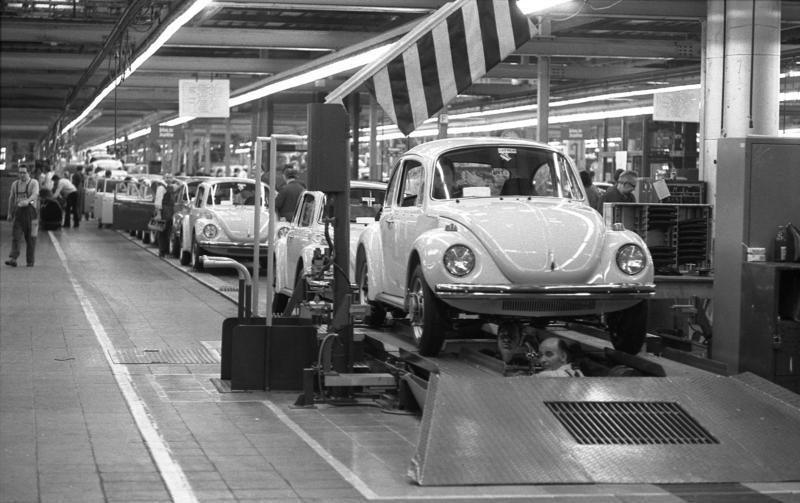
Un Volkswagen Beetle —símbolo del despegue económico alemán— en la cadena de producción, 1973.

La estructura económica determinó formas de vida distintas: en Alemania Occidental, el capitalismo que permitió que los alemanes occidentales gozaran del estado de bienestar de los 60 y de los avances tecnológicos que se producían allí, en países de Europa, en Estados Unidos o en Japón. La educación y el comercio libre en comparación con Alemania Oriental, también los alemanes occidentales podían viajar sin restricciones por cualquier territorio y cualquier parte del mundo.
A medida que aumentó la demanda de bienes de consumo después de la Segunda Guerra Mundial, la escasez resultante ayudó a superar la persistente resistencia a la compra de productos alemanes. En ese momento, Alemania tenía una gran reserva de mano de obra calificada y barata, en parte como resultado de la huida y expulsión de alemanes de Europa Central y Oriental, que afectó a hasta 16,5 millones de alemanes. Esto ayudó a Alemania a duplicar con creces el valor de sus exportaciones durante la guerra.  
Aparte de estos factores, el trabajo duro y las largas horas a plena capacidad entre la población y, a finales de los años 50 y 60, la mano de obra adicional proporcionada por miles de Gastarbeiter ("trabajadores invitados") proporcionaron una base vital para la recuperación económica. Esto tendría implicaciones más adelante para los sucesivos gobiernos alemanes en su intento de asimilar a este grupo de trabajadores.
Con la caída de las reparaciones aliadas, la liberación de la propiedad intelectual alemana y el impacto del estímulo del Plan Marshall, Alemania Occidental desarrolló una de las economías más fuertes del mundo, casi tan fuerte como antes de la Segunda Guerra Mundial. La economía de Alemania Oriental mostró un cierto crecimiento, pero no tanto como en Alemania Occidental, en parte debido a las continuas reparaciones a la URSS.
En 1952, Alemania Occidental pasó a formar parte de la Comunidad Europea del Carbón y del Acero, que luego se convertiría en la Unión Europea. El 5 de mayo de 1955 se declaró que Alemania Occidental tenía la "autoridad de un estado soberano".
Cuatro días después de obtener la "autoridad de un estado soberano" en 1955, Alemania Occidental se unió a la OTAN. El Reino Unido y los Estados Unidos mantuvieron una presencia especialmente fuerte en Alemania Occidental, actuando como elemento disuasorio en caso de una invasión soviética. En 1976, Alemania Occidental se convirtió en una de las naciones fundadoras del Grupo de los Seis (G6). 
En 1973, Alemania Occidental, hogar de aproximadamente el 1,26% de la población mundial, presentaba el cuarto PIB más grande del mundo de 944 mil millones (5,9% del total mundial). En 1987, la RFA tenía una participación del 7,4% en la producción mundial total.